# Barbados (musikgrupp)
Barbados är ett dansband som bildades på musikgymnasiet i Göteborg 1992. Sångare i bandet har varit Magnus Carlsson (1992–2002), Mathias Holmgren (2003–2004), Chris Lindh (2005–2007) och Björn Lagerström (sedan 2007).

## Historik
Bandet har haft tre tidigare sångare, först Magnus Carlsson från starten 1992 till 2002. 2003 ersattes han av Fame Factory-eleven Mathias Holmgren som i slutet av 2004 tvingades sluta, då han fick sparken av de övriga medlemmarna på grund av upprepade bråk. Under andra hälften av 2005 blev Chris Lindh sångare, och han lämnade bandet i början av 2007. Han ersattes i maj 2007 av Björn Lagerström.
Populariteten och framgången var som allra störst för Barbados under hela 1990-talet och i början av 2000-talet, alltså under den förste sångaren Magnus Carlssons tid i Barbados. Magnus Carlsson har bland annat setts som en mycket viktig faktor för bandets stora framgångar.
Tidigare klaviaturspelare var Henrik Rubensson (1992-1995) och Mattias Berggren (1995-2006). Peter Samuelsson kom med i Barbados 1994, Mathias Lager och Magnus Wictorinsson har varit med sedan starten. Den 15 november 2008 medverkade Magnus Carlsson på en tillfällig återföreningskväll i Scandinavium i Göteborg.
I november 2015 gick gruppen ut med att trummisen Magnus Wictorinsson lämnar bandet efter årsskiftet.  I AlingsåsKuriren kunde man senare under året läsa att Oskar Sohlberg (även med Jakob Karlberg, tredrag och Mindghost) ersatt Wictorinsson. 
Detta bekräftades även av bandet själva under en spelning i Ullared i juli då man från scenen annonserade att Sohlberg från och med oktober är bandets nya trummis på heltid.
Bland bandets mest kända låtar finns till exempel Hold Me, Belinda, Grand Hotell, Rosalita, Vi kan inte va tillsammans - vi kan inte va isär och Kom hem, den senare segrande i tävlingen Dansbandslåten år 2000. De har blivit belönade med tre grammisar, tio guldskivor och tre platinaskivor. Första Grammisutmärkelsen kom i februari år 2000.
Bandet har varit med i Melodifestivalen fyra gånger:
- 2000: Se mig, andra plats
- 2001: Allt som jag ser, andra plats
- 2002: Världen utanför, fjärde plats
- 2003: Bye Bye, tionde plats

## Medlemmar sedan starten

### Sång
- 1992-2002: Magnus Carlsson
- 2002-2004: Mathias Holmgren
- 2005-2007: Chris Lindh
- 2007-2022: Björn Lagerström

### Gitarr
- 1992-: Mathias Lager

### Klaviatur
- 1992-1992: Pierre Eriksson
- 1992-1995: Henrik Rubensson
- 1995-2006: Mattias Berggren
- 2006-2022: Håkan Swärd

### Trummor
- 1992-2015: Magnus Wictorinsson
- 2016-2022: Oskar Sohlberg

### Bas
- 1994-:Peter Samuelsson

## Diskografi

### Kassettband
- 1992: Barbados (Egenproducerad Demo)
- 1995: Barbados
- 1997: The lion sleeps tonight
- 1998: Nu kommer flickorna
- 1999: Belinda
- 1999: Rosalita

### Studioalbum
- 1995: Barbados
- 1997: The Lion Sleeps Tonight
- 1998: Nu kommer flickorna
- 1999: Belinda
- 1999: Rosalita
- 2000: When the Summer is Gone
- 2000: Kom hem
- 2002: Världen utanför
- 2003: Rewind
- 2003: Hela himlen
- 2005: Stolt
- 2011: Efterlyst (releasedag: 18 maj)
- 2020: Vi

### Samlingsalbum
- 2001: Tracks for Track
- 2001: Power of Love-The Greatest Hits (endast utgiven i Norge)
- 2001: Collection 1994-2001
- 2005: Best of 1994-2004
- 2006: 20 hits
- 2009: Upp till dans (utgiven med Expressen)[4]

### Singel
- 1993: Någoting har hänt
- 1994: Hold me
- 1995: Alla dina kyssar
- 1995: Nätterna med dig i Californien.
- 1995: Madeleine
- 1997: e.p.1997
- 1998: Bländad av ett ljus
- 1998: Nu kommer flickorna
- 1998: Om du älskar mig
- 1998: Grand hotel
- 1999: Mariann från Tylösand
- 1999: Belinda
- 1999: Rosalita
- 2000: Se mig
- 2000: Happy people
- 2000: The remix project
- 2000: Kom Hem
- 2000: Secret
- 2001: Allt som jag ser/Power of Love
- 2001: Disco king
- 2002: Världen utanför
- 2002: Ung och vild
- 2003: Bye Bye
- 2003: Hela Himlen
- 2004: Stanna här hos mig
- 2004: Visa mig hur man går hem (duett med Anne-Lie Ryde)
- 2005: Du lärde mig kärlek
- 2005: Vi är framtiden (Endast radio singel)
- 2005: Vi kan inte va' isär, vi kan inte va' tillsammans (sång: Mathias Lager)
- 2005: Lucky Guy (sång: Peter Samuelsson)
- 2005: Summer In My Heart (sång: Mathias Lager)
- 2007: Tid att gå vidare
- 2007: Bara för en dag [5]
- 2008: Vinterstorm [6]
- 2010: Sommarnatten
- 2011: OKEJ [7]
- 2014: Förlåt
- 2014: Inget lockar mig som du
- 2015: En kärleksaffär
- 2017: Droppa av
- 2017: After Run Party
- 2017: Skottland
- 2018: Stanna Kvar
- 2018: Off Limits
- 2018: Hela tjocka släkten
- 2019: Idolen

### Videoband
- 2000: Barbados på Barbados

### Musikvideo
- 2000: Kom hem

## Melodier på Svensktoppen
- Hold me - 1994
- All dina Kyssar - 1994
- Tiden går -1997
- Vi älskar ( i en sommar natt) 1997
- Nu kommer flickorna -1998
- Grand hotell -1999
- Marianne från Tylösand - 1999
- Belinda - 1999
- Rosalita - 1999/2000
- Se mig - 2000
- Happy People - 2000
- Kom hem - 2000/2001
- Allt som jag ser - 2001
- Din Hemlighet -2001
- Världen utanför -2002
- Himlen var blå - 2002
- Hela himlen -2004

## Missade Svensktoppen
- Johanna -1994
- Bye Bye 2003
- Stanna här hos mig -2004
- Du lärde mig kärlek- 2005
- Vi kan inte var tillsammans vi kan inte var isär -2005
- Tid att gå vidare -2007
- Jag klarar mig- 2012